# Balzers
Balzers je obec v Lichtenštejnsku. Žije zde přibližně 4 600 obyvatel. Patří k ní dvě místní části Palazoles a Meilis a je prostavěné při řece Rýn.

## Historie
První písemná zmínka se datuje k roku 842. Nachází se zde hrad Gutenberg.

## Sport
- FC Balzers – fotbalový klub[2]

## Heliport
V celém Lichtenštejnsku nejsou žádná letiště, ale Balzers má malý heliport pro malé charterové lety.